# Fauna selvatica in India

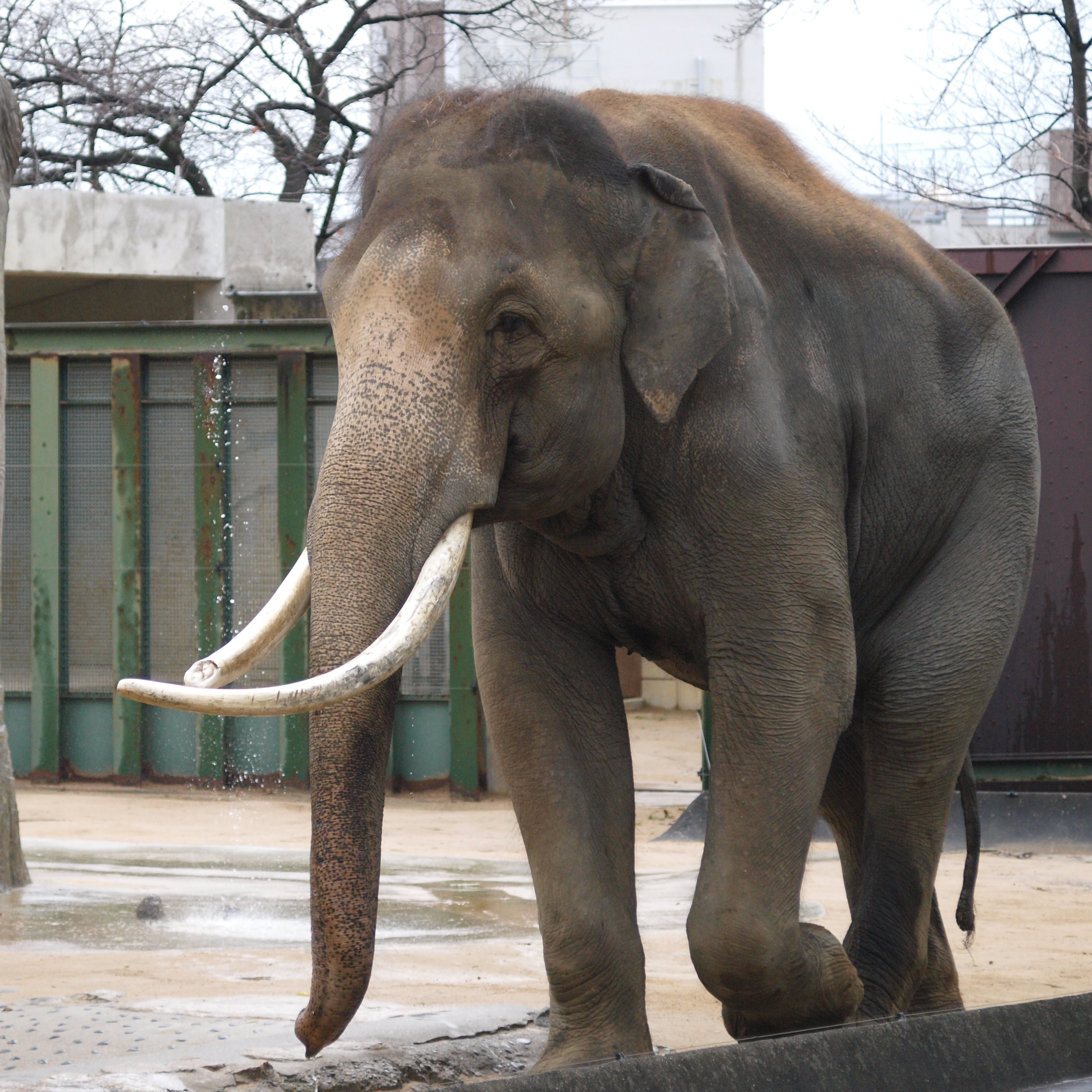
L'elefante indiano, uno dei massimi rappresentanti della mitologia faunistica dell'India; è difatti il simbolo del dio Ganesha.

La fauna selvatica indiana è ancora oggi caratterizzata da una straordinaria varietà di specie appartenenti a diversi tipi di organismi viventi.
Oltre ai principali animali da allevamento, come mucche, bufali, capre, pollame e maiali, l'India vanta un'impressionante biodiversità di animali che vivono in libertà. Il paese ospita la tigre del Bengala, l'unico gruppo di leone asiatico rimasto nel continente, numerose specie di cervidi e pitoni, il lupo indiano, la volpe del Bengala, orsi, coccodrilli, cammelli, leopardi, i dhole (o cuon alpino), varie specie di scimmie, grandi serpenti velenosi come il cobra reale, antilopi, gaur ed elefanti asiatici della sottospecie Elephas maximus indicus.

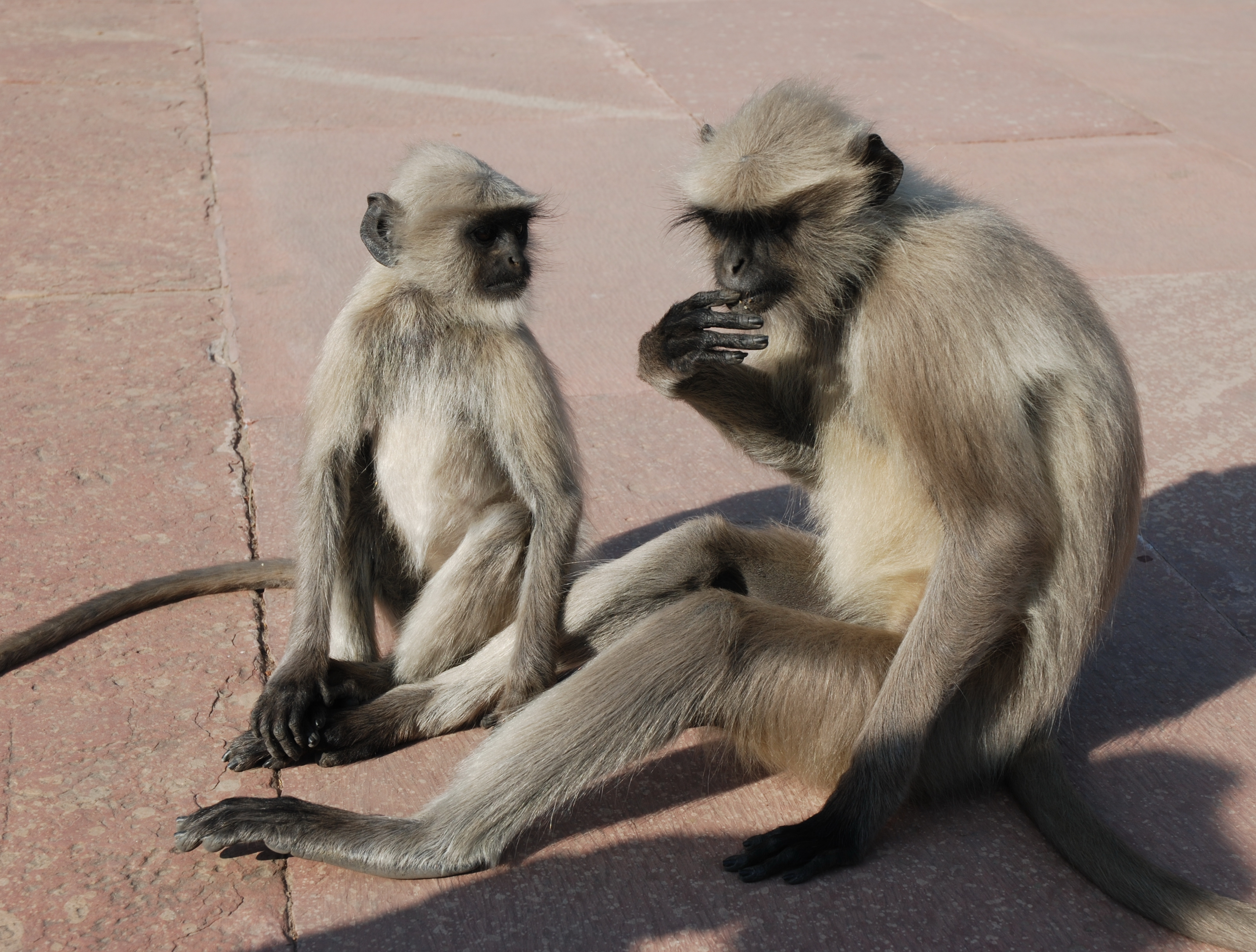
I langur di Hanuman" (Hanuman gray langur) o Semnopithecus.

Questa ricca fauna è protetta in ben 89 parchi nazionali e oltre 515 santuari faunistici, che fanno dell'India uno dei paesi con la maggiore concentrazione di animali selvatici al mondo. Inoltre, l'India ospita alcune delle aree di maggiore biodiversità a livello globale, tra cui tre dei 34 hotspot riconosciuti sul pianeta: i Ghati occidentali, l'Himalaya orientale e la regione indo-birmana,, situata al confine orientale con la Birmania.
L'India conta 172 specie minacciate, pari al 2,9% delle specie elencate dall'Unione Internazionale per la Conservazione della Natura (IUCN). Tra queste vi sono l'elefante asiatico, il leone asiatico, la tigre del Bengala, il rinoceronte indiano, il coccodrillo palustre, il gaviale e l'avvoltoio Gyps bengalensis, quest'ultimo gravemente colpito dall'ingestione di carcasse di bovini trattate con diclofenac.

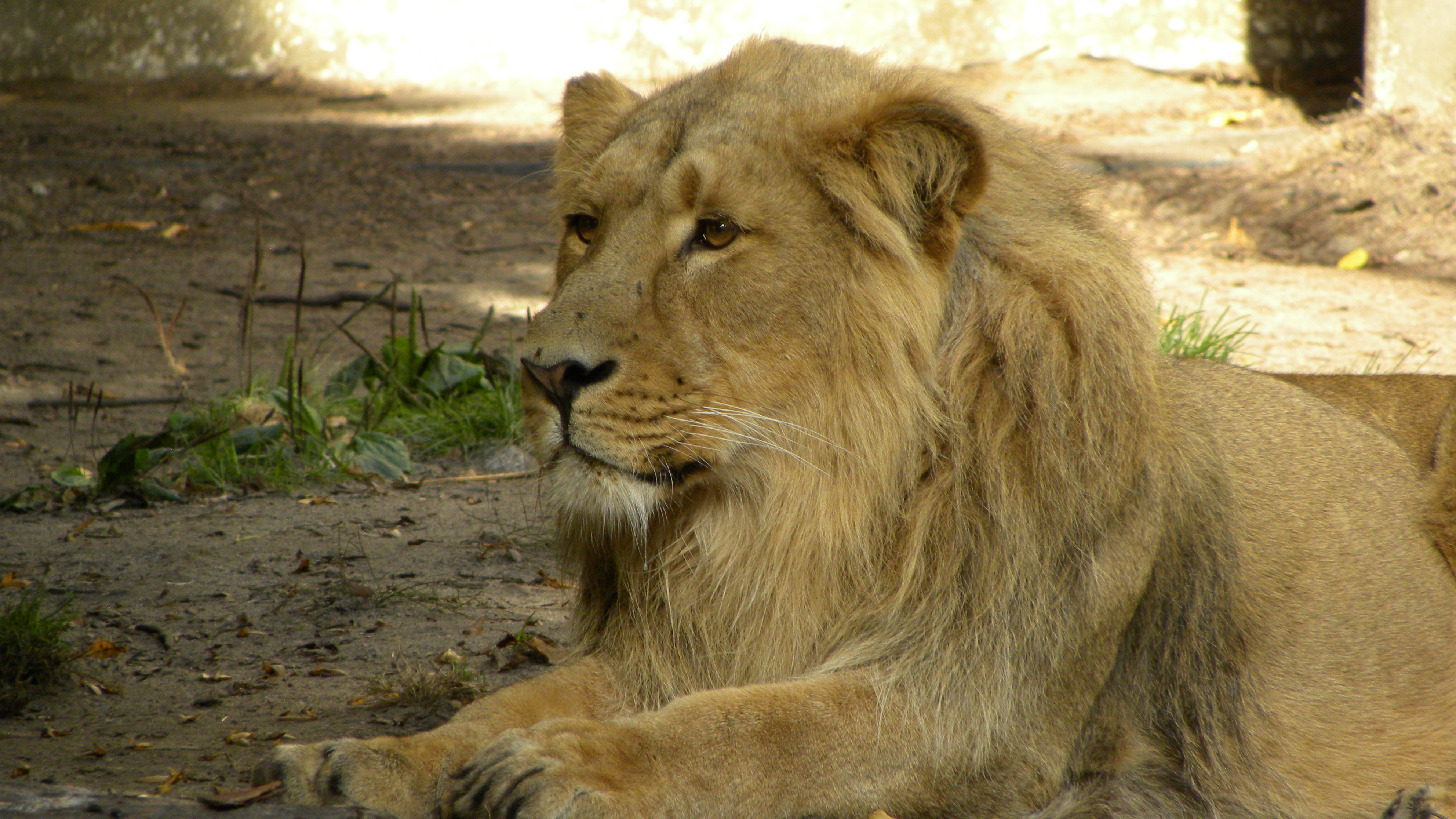
Uno degli oramai rarissimi esemplari di leone asiatico.

Negli ultimi decenni, l'espansione delle attività umane ha rappresentato una seria minaccia per la fauna selvatica. Per contrastare questa tendenza, il sistema di parchi nazionali, istituito inizialmente nel 1935, è stato notevolmente ampliato. Nel 1972 è stata promulgata la «Legge per la protezione della fauna selvatica», seguita dal «Project Tiger», mirato a preservare l'habitat delle tigri. Ulteriori misure di tutela sono state introdotte nel 1980.
Attualmente, l'India ospita 18 riserve della biosfera, di cui 9 sono riconosciute a livello internazionale nella rete mondiale di riserve della biosfera, come il Golfo di Mannar, il Parco Nazionale del Nanda Devi e le Sundarbans. Inoltre, 26 zone umide del paese sono registrate nell'ambito della Convenzione di Ramsar.
La biodiversità indiana ha influenzato profondamente la cultura locale. Ad esempio, il termine «giungla», usato per descrivere foreste incontaminate, è entrato a far parte dell'inglese grazie al suo utilizzo nella lingua hindi. Questo termine è stato reso celebre da opere come Il libro della giungla di Rudyard Kipling. La fauna selvatica dell'India ha inoltre ispirato altre celebri narrazioni e raccolte di favole, tra cui il Panchatantra.

## Fauna

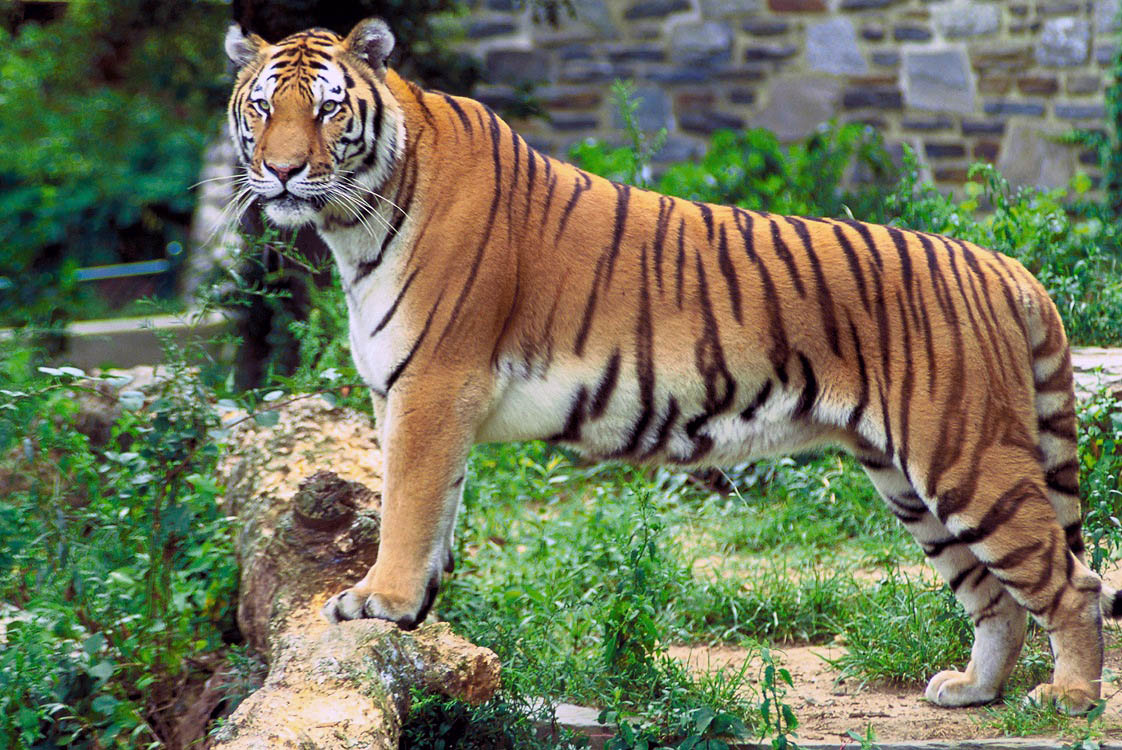
La tigre del Bengala: secondo la tradizione popolare, se la si guarda negli occhi si rimane ipnotizzati.

### Mammiferi
L'India ospita una variegatissima varietà di mammiferi, che spazia dai grandi predatori ai primati, passando per orsi, canidi e bovidi. Questa straordinaria biodiversità si è adattata nel tempo all'espansione umana e alla crescente pressione demografica. Molte specie hanno imparato a vivere grazie ai rifiuti umani o sono state addomesticati. L'India è particolarmente ricca di specie di scimmie, in prevalenza di piccola e media taglia. Tra queste troviamo il sileno, presente nei Ghati Occidentali, il macaco orsino, il macaco dal berretto indiano, l'entello, diffuso con diverse sottospecie, e l'hulock occidentale, localizzato nel nord-est del Paese. I felini occupano la cima della catena alimentare indiana e sono i principali predatori, nutrendosi di cervi, scimmie e piccoli mammiferi. Tra i più rappresentativi la tigre del Bengala, il felino più grande e affascinante, ridotto a circa 4000 esemplari a causa della caccia, il leone asiatico, un tempo diffuso fino all'Europa meridionale, che ora sopravvive esclusivamente nel Santuario della Foresta di Gir, in India nord-occidentale, leopardo indiano e il leopardo delle nevi, abitante delle alte montagne. Tra i piccoli felini troviamo il leopardo nebuloso, nel nord-est, il caracal, il gatto pescatore, il gatto della giungla e il gatto selvatico. I canidi indiani sono ben rappresentati, soprattutto in pianure e altopiani. Tra essi il lupo indiano, il cuon alpino, noto anche come dhole, lo sciacallo dorato, la volpe del Bengala e la volpe rossa delle colline, una sottospecie della volpe rossa. Tra gli altri predatori figurano l'orso dal collare, l'orso labiato e la iena striata. Gli erbivori dell'India includono due dei mammiferi più imponenti al mondo, l'elefante indiano, sacro per la cultura locale e spesso addomesticato, e il rinoceronte indiano, cacciato in passato per l'avorio del suo corno. Tra gli altri erbivori si annoverano il gaur, il nilgau, il bufalo d'acqua, l'antilope cervicapra, l'antilope quadricorne, il cervo pomellato, il cervo di Eld, il sambar indiano e il tragulo macchiato. Tra i piccoli mammiferi spiccano la mangusta grigia indiana, la civetta delle palme comune, il ratto gigante del Malabar, il tasso del miele, il pangolino indiano, la lontra e l'istrice indiano. L'India ospita anche diverse specie di cetacei e mammiferi marini, tra cui il delfino comune, la stenella striata, la stenella dal lungo rostro, la stenella maculata pantropicale, il grampo, il tursiope, la feresa, il peponocefalo, lo steno, la susa indiana, il lagenodelfino, il tursiope indopacifico, il platanista del Gange, l'orca, la pseudorca, il globicefalo di Gray, l'orcella asiatica, la megattera, la balenottera azzurra, la balenottera comune, la balenottera minore e il dugongo.
Il subcontinente indiano ospita una ricca varietà di uccelli, tra cui molte specie originarie ed endemiche, alcune delle quali sono ormai comuni anche nelle fattorie di tutto il mondo. Tra questi spiccano il maestoso pavone, simbolo nazionale dell’India, e il gallo bankiva (Gallus gallus), considerato l’antenato del pollo domestico e presente nel territorio anche in forma selvatica.

### Uccelli
Il subcontinente indiano ospita una ricca varietà di uccelli, tra cui molte specie originarie ed endemiche, alcune delle quali sono ormai comuni anche nelle fattorie di tutto il mondo. Tra questi spiccano il maestoso pavone, simbolo nazionale dell'India, e il gallo bankiva, considerato l'antenato del pollo domestico e presente nel territorio anche in forma selvatica. Tra le numerose specie che popolano il subcontinente, si trovano: il tuffetto, il pellicano grigio, il pellicano riccio, il fetonte beccogiallo, la fregata ariel, la fregata minore, la sula dai piedi rossi, il tarabusino, l'airone cenerino, l'airone guardabuoi, la garzetta comune, la nitticora, la cicogna bianca (svernante), la cicogna collolanoso, il mignattaio, il germano reale, la gallinella d'acqua, il pollo sultano testagrigia, la gru cenerina (migratrice invernale), la gru damigella, la quaglia tridattila europea, la quaglia tridattila barrata, la beccaccia dorata maggiore, il rallo tuffatore asiatico, il fagiano d'acqua, l'avvoltoio monaco, il grifone del Bengala, l'aquila anatraia indiana, il falco pellegrino, il barbagianni, il fagiano, il fagiano della signora Hume, il francolino nero, la tortora dal collare orientale, il parrocchetto dal collare, il martin pescatore dal becco di cicogna, il martin pescatore comune, l'upupa, il bucero maggiore, l'uccello dollaro orientale, il beccolargo pappagallo, la pitta delle mangrovie, nove specie di drongo e il corvo imperiale.

### Rettili
L'India vanta una straordinaria diversità di rettili, distribuiti in vari habitat, dalle foreste alle pianure, fino alle coste e ai corsi d'acqua dolce. Il paese è particolarmente rinomato per la presenza di numerosi serpenti, tra cui il celebre e simbolico cobra, e per una varietà di tartarughe marine e coccodrilli. L'India è casa di diverse specie di tartarughe marine, che popolano le coste e le acque dell'Oceano Indiano. Tra queste la tartaruga embricata, la tartaruga olivacea, nota per le sue nidificazioni di massa, la tartaruga verde, la tartaruga comune e la tartaruga liuto, la più grande tartaruga marina esistente. L'India è celebre per la sua vasta gamma di serpenti, molti dei quali velenosi. Tra le specie più rappresentative il cobra dagli occhiali, simbolo iconico della fauna indiana, il cobra reale, il serpente velenoso più lungo al mondo, il pitone indiano, un grande serpente non velenoso, varie specie del genere Trimeresurus, serpenti velenosi noti per i loro colori vivaci, l'acrocordo granulato, un serpente acquatico non velenoso, e il serpente di mare boccagialla, una specie altamente velenosa che vive nelle acque dell’Oceano Indiano. I coccodrilli sono un altro gruppo di rettili di rilievo in India, presenti in diverse zone del paese: il coccodrillo marino, il più grande rettile vivente, il coccodrillo palustre, noto anche come mugger, e il gaviale del Gange, con il suo caratteristico muso lungo e sottile, considerato in pericolo critico di estinzione. Un altro rettile degno di nota è il varano del Bengala, un grosso lucertolone che vive in ambienti diversi, dalle foreste alle aree agricole.

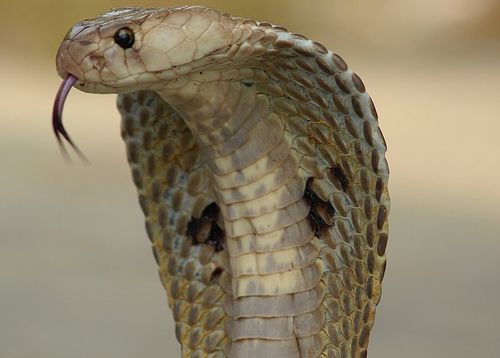
Primo piano di un cobra indiano o "dagli occhiali".

## Conservazione

### Estinzioni recenti
L'intenso sfruttamento dei terreni e delle risorse forestali da parte dell'uomo, attraverso la caccia, la cattura per necessità alimentari e l'attività venatoria per sport, ha provocato l'estinzione di numerose specie in India. Tra i mammiferi scomparsi dal territorio indiano si annoverano il ghepardo asiatico, lo zebù selvatico (discendente da una varietà di Bos primigenius), il rinoceronte di Giava e il rinoceronte di Sumatra. Per alcune di queste specie, l'estinzione è ormai confermata, mentre per molte altre, soprattutto quelle di dimensioni minori, il loro stato attuale è difficile da determinare, poiché non sono più state avvistate dal momento della loro prima descrizione scientifica.
Anche diverse specie di uccelli si sono estinte negli ultimi tempi. Tra queste figurano l'anatra testa rosa, una specie un tempo comune in alcune zone umide, e la quaglia dell'Himalaya, che non viene avvistata da decenni. Tuttavia, non mancano casi eccezionali di riscoperta di specie ritenute estinte. Un esempio significativo è quello della cannaiola beccogrosso. Questo piccolo uccello, noto inizialmente grazie a un unico esemplare raccolto nella seconda metà del XIX secolo da Allan Octavian Hume vicino a Rampur, in Himachal Pradesh, è stato riscoperto dopo ben 139 anni in Thailandia..

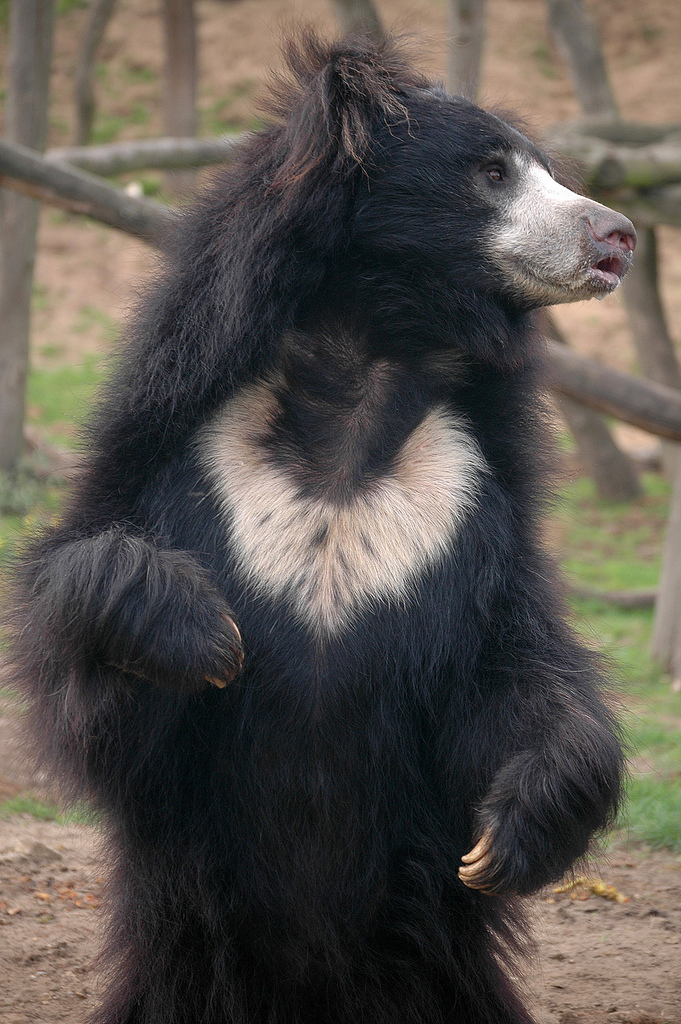
Un orso labiato in posizione eretta.

## Biodiversità
L'India è patria di un elevato numero di specie animali rare o minacciate di estinzione, il che rende cruciale una gestione accurata e responsabile della fauna selvatica per garantirne la conservazione. Il paese è inoltre annoverato tra i diciassette paesi megadiversi del pianeta, ospitando insieme agli altri il 60-70% della biodiversità mondiale. Situata nell'ecozona orientale, l'India rappresenta una delle aree più ricche di biodiversità, accogliendo circa il 7,6% di tutte le specie di mammiferi, il 12,6% delle specie di uccelli, il 6,2% delle specie di rettili e il 6,0% delle specie di piante da fiore (Magnoliophyta).

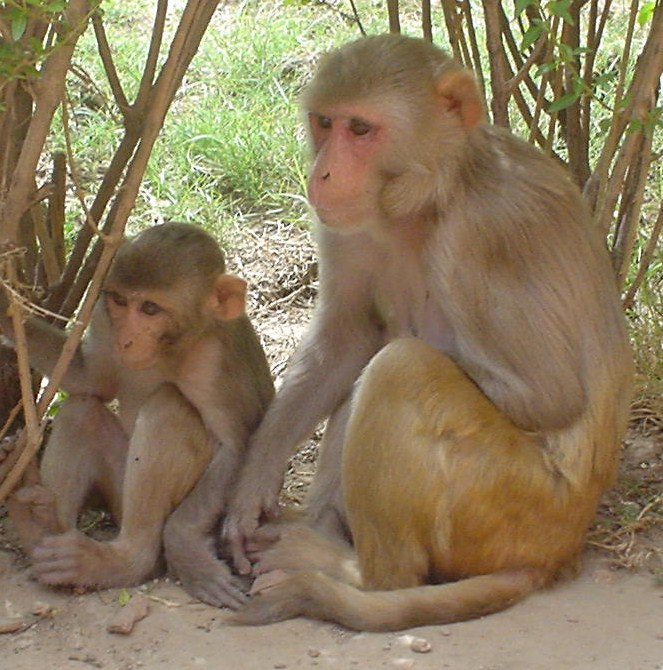
Piccolo e adulto di macaco reso nel Forte rosso di Agra.

## Ambiente naturale
Molte specie indiane discendono da organismi originari del taxon del continente preistorico Gondwana, da cui l'India attuale ebbe origine. Quando la placca indiana si spostò verso nord, assumendo una configurazione peninsulare, la sua collisione con la massa continentale di Laurasia portò a un significativo scambio di specie tra le due aree. Tuttavia, eventi di vulcanismo e drastici cambiamenti climatici, avvenuti circa 20 milioni di anni fa, causarono l'estinzione di numerose specie endemiche dell'India.
In seguito, i mammiferi migrarono in India dall'Asia attraverso due corridoi zoogeografici, situati sui lati opposti dell'Himalaya, allora appena formato. Questo processo ha contribuito a plasmare l'attuale biodiversità del subcontinente. Tuttavia, l'endemismo tra le specie indiane varia notevolmente: solo il 12,6% dei mammiferi e il 4,5% degli uccelli è endemico; al contrario, i rettili mostrano un tasso di endemismo del 45,8% e gli anfibi raggiungono il 55,8%.
Numerose ecoregioni indiane, come le foreste pluviali montane del sud conosciute come Shola, presentano alti livelli di endemismo. Nel complesso, circa il 33% delle specie vegetali del paese è endemico.. Tra gli esempi di specie animali endemiche si annoverano il langur del Nilgiri (Trachypithecus johnii), tipico dei Ghati Occidentali, e il rospo di Beddome (Duttaphrynus beddomii)anch'esso originario dei Ghati Occidentali.
La copertura forestale indiana spazia da foreste pluviali tropicali, come quelle delle Isole Andamane e dei Ghati Occidentali, a foreste temperate di conifere nelle regioni himalayane. Tra questi due estremi si trovano la foresta umida-decidua, dominata dalla Shorea robusta (albero di Sal), diffusa nell'India orientale, i boschi secchi di latifoglie, dove prevale il teak (Tectona grandis), tipici delle regioni centro-meridionali, e le terre semi-aride, dominate dall'acacia (Acacia nilotica indica, nota come Babul), che si estendono nel Deccan e nella pianura del Gange occidentale.
Tra le specie arboree più rappresentative dell'India vi sono il neem (Azadirachta indica), utilizzato come rimedio medicinale naturale nelle zone rurali, e il fico sacro (Ficus religiosa), noto come pipal, legato alla spiritualità indiana. Questo albero, raffigurato nei sigilli di Mohenjo-daro, è celebre per essere stato il luogo in cui Gautama Buddha trovò l'illuminazione.

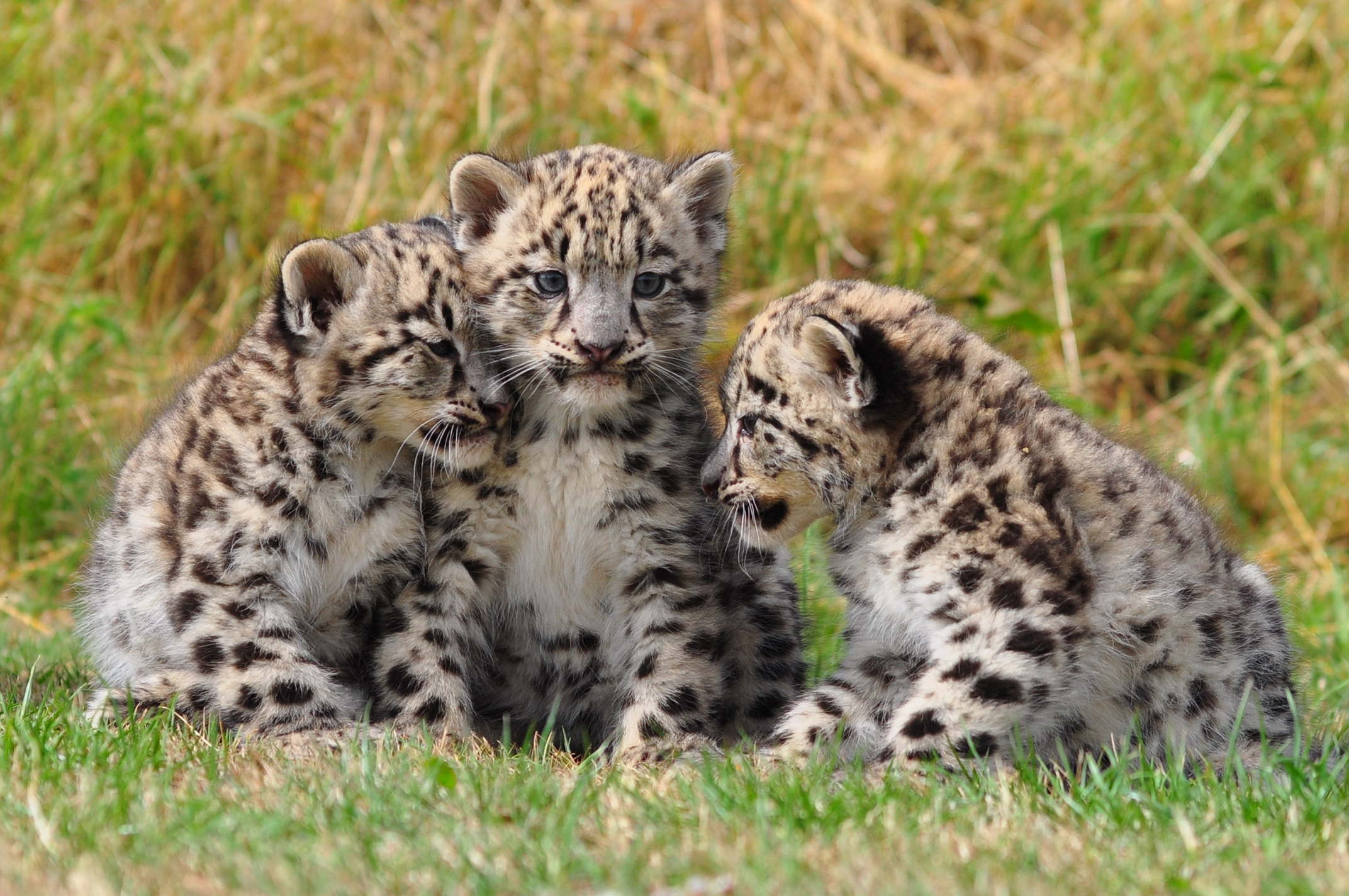
Cuccioli di leopardo delle nevi al Cat Survival Trust di Welwyn (Regno Unito): è una specie in via di estinzione che si trova ancora allo stato selvatico lungo la catena himalayana nel territorio del Ladakh.

## Animali simboli nazionali dell'India
L'India, ricca di biodiversità e cultura, ha designato vari animali come simboli nazionali, ognuno rappresentativo di aspetti unici del paese:
- animale nazionale: la reale tigre del Bengala (Panthera tigris tigris), simbolo di forza, potenza e maestosità, rappresenta il ruolo cruciale della conservazione della fauna selvatica in India;
- animale patrimonio nazionale: l'elefante indiano (Elephas maximus indicus), ritenuto sacro e profondamente radicato nelle tradizioni e mitologie indiane, simboleggia la saggezza e la maestosità;
- mammifero nazionale: l'entello (Semnopithecus sp.), associato al dio Hanuman nella mitologia hindu, è noto per la sua agilità e il comportamento sociale complesso;
- animale acquatico nazionale: il delfino di fiume del Gange (Platanista gangetica), una specie d'acqua dolce unica e in pericolo di estinzione, simbolo della necessità di proteggere gli ecosistemi fluviali indiani.
- uccello nazionale: il pavone (Pavo cristatus), conosciuto per il suo piumaggio spettacolare e la sua grazia, è un emblema di bellezza e orgoglio nazionale.

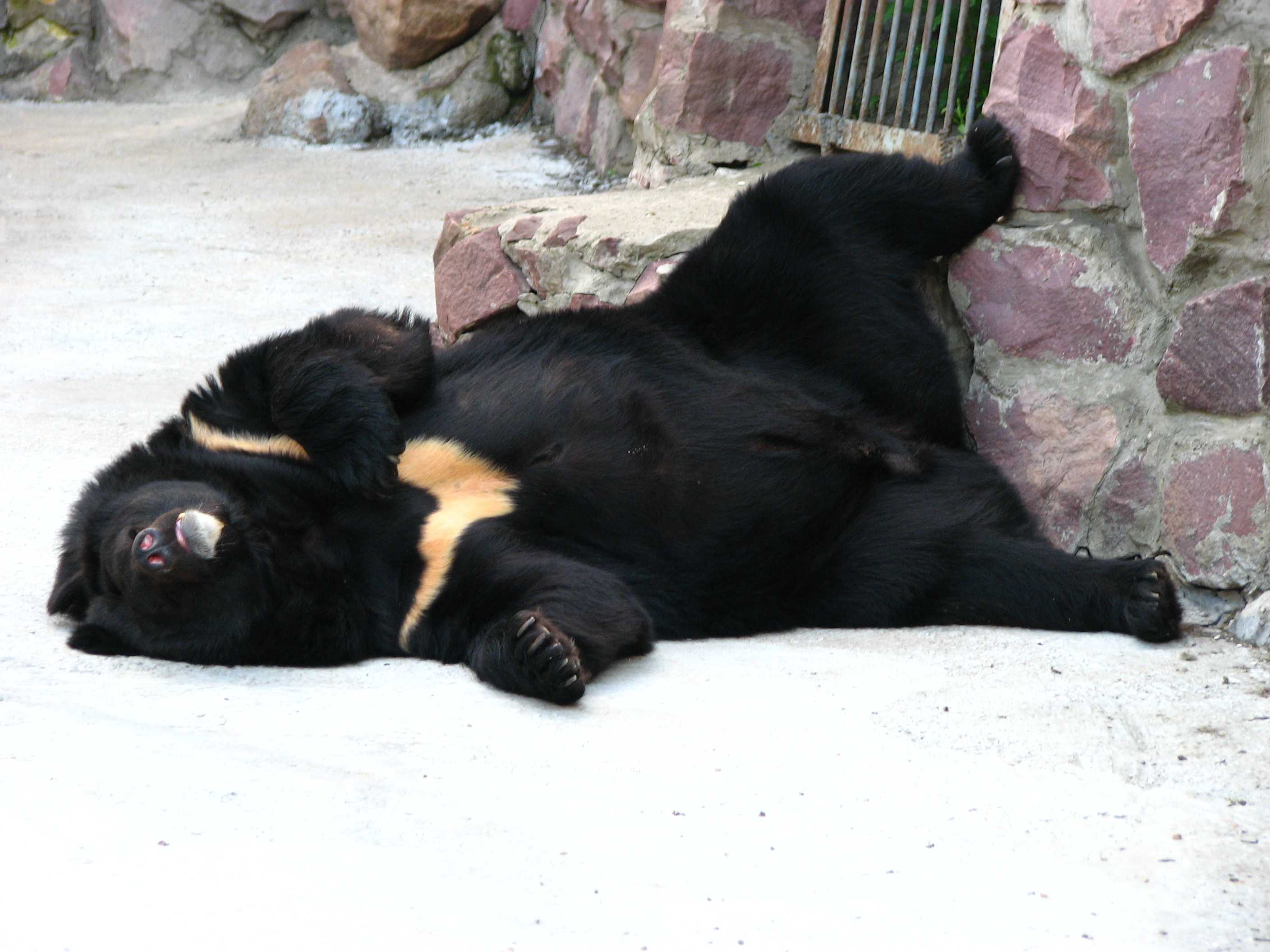
Un orso nero asiatico che fa la siesta.